# Alfonso Corti
Alfonso Giacomo Gaspare Corti (22. června 1822 Gambarana, Lombardie – 2. října 1876 Corvino San Quirico) byl italský lékař, anatom a histolog.

## Život
Corti vyrůstal se svým bratrem, pozdějším diplomatem Luigim, ve známé šlechtické rodině Sardinského království.
Od roku 1841 studoval lékařství na univerzitě v Pavii, kde jej silně ovlivnil anatom Antonio Scarpa, přítel jeho otce. V roce 1847 odešel na Vídeňskou univerzitu, kde svá studia zakončil. Pracoval zde u Josefa Hyrtla. Na přelomu let 1850/1851 přešel k R. A. Köllikerovi na Univerzitu ve Würzburgu, kde se začal zabývat stavbou vnitřního ucha savců. V roce 1851 objevil struktury v přepážce hlemýždě vnitřního ucha. Na návrh Alberta von Köllikera z roku 1854 jsou tyto struktury pojmenovány Cortiho orgán.
Hrabě byl členem mnoha evropských vědeckých společností, v roce 1854 byl zvolen členem Německé akademie věd Leopoldina.